# Halectinosoma pterinum
Halectinosoma pterinum är en kräftdjursart. Halectinosoma pterinum ingår i släktet Halectinosoma och familjen Ectinosomatidae. Inga underarter finns listade i Catalogue of Life.